# Odio el verano
Odio el verano és una pel·lícula de comèdia espanyola de 2024 dirigida per Fer García-Ruiz i escrita per David Marqués basada en la pel·lícula italiana homònima. És protagonitzada per Julián López, Kira Miró, Roberto Álamo, Malena Alterio, Jordi Sánchez i María Botto. S'ha subtitulat al català.

## Sinopsi
L'Alonso (escombriaire) i la Marisa (tarotista), en Torres i la Fátima (propietaris d'una xarcuteria) i en Calatrava (cirurgià estètic) i la Vicky (influenciador) han reservat una casa aïllada a les Canàries per passar les millors vacances de la seva vida amb les seves respectives famílies. El que no saben és que, per un error de l'agència, han llogat la mateixa casa. Cap no està disposat a renunciar-hi, i tampoc no hi ha gaires alternatives, per la qual cosa es veuen obligats a compartir habitacle tot l'estiu. Les diferències entre cadascun dels seus membres converteixen aquests dies en un caòtic cúmul de divertides i desmesurades situacions. Tot i això, han d'aprendre a conviure i comprendre tota aquesta gent tan diferent... I a ells mateixos.

## Repartiment
- Roberto Álamo com a Alonso[4]
- Jordi Sánchez com a Torres[4]
- Julián López com a Calatrava[4]
- Malena Alterio com a Marisa[4]
- María Botto com a Fátima[4]
- Kira Miró com a Vicky[4]
- Pilar Castro[4]
- Mariano Venancio[4]
- Javier Lera[4]
- Aitziber Errazkin[4]
- Scarlett Arce[4]
- Lucas Ruiz Barrea[4]
- Diego Ruiz[4]
- Daniel Acebes[4]

## Producció
La pel·lícula va ser produïda per Telecinco Cinema i Mono Pictures AIE amb l'associació de Sony Pictures Internacional Productions i la participació de Mediaset España i Mediterráneo Mediaset España Group. El director de fotografia va ser Ángel Amorós. Els llocs de rodatge inclouen Tenerife i Madrid.

## Estrena
Distribuïda per Sony Pictures Entertainment Iberia, la pel·lícula es va estrenar a les sales d'Espanya el 23 d'agost de 2024.